# Simon Rock

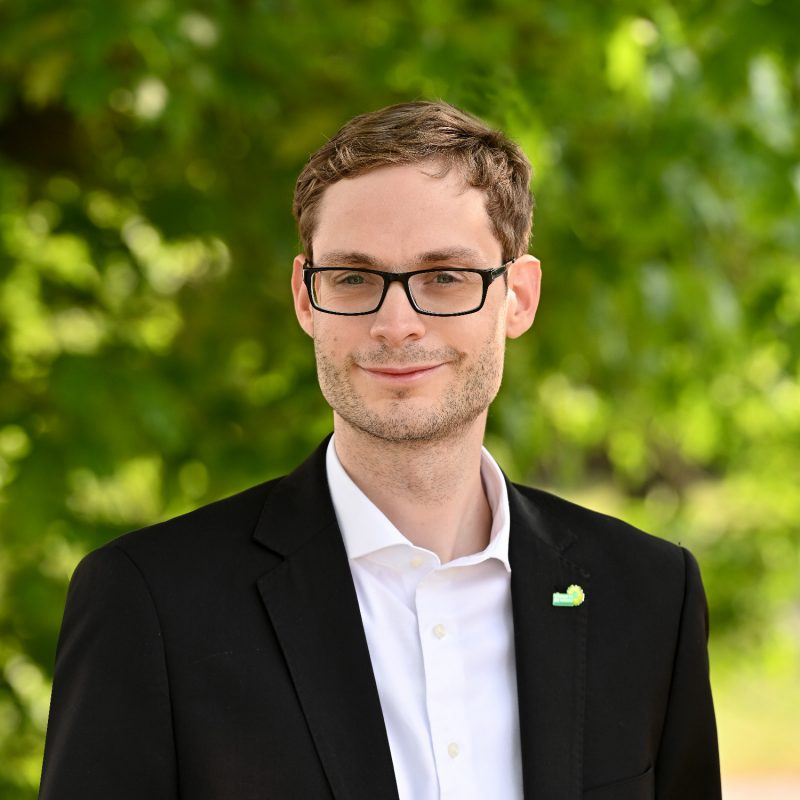
Simon Rock (2021)

Simon Josef Rock (* 22. Juni 1988 in Siegen) ist ein deutscher Politiker (Bündnis 90/Die Grünen) und seit Juni 2022 Mitglied des Landtages von Nordrhein-Westfalen.

## Leben und Beruf
Nach seinem Abitur im Siegerland 2008 machte Rock ein Freiwilliges soziales Jahr beim Diakonischen Werk Siegen im Bereich Jugendhilfe. Bis 2012 folgte ein Bachelor-Studium der Volkswirtschaftslehre an der Rheinischen Friedrich-Wilhelms-Universität Bonn und anschließend bis 2015 ein Master-Studium in Economics an der Universität zu Köln.
Während seines Master-Studiums war er von 2014 bis 2015 Wissenschaftlicher Mitarbeiter bei der Bündnis 90/Die Grünen NRW-Landtagsfraktion für den Untersuchungsausschuss WestLB. Danach war er bis 2017 Wissenschaftlicher Mitarbeiter bei der Grünen NRW-Landtagsfraktion für Kommunalpolitik. Ab 2017 war Rock als Projektmanager bei der NRW.Bank tätig.

## Politische Tätigkeit

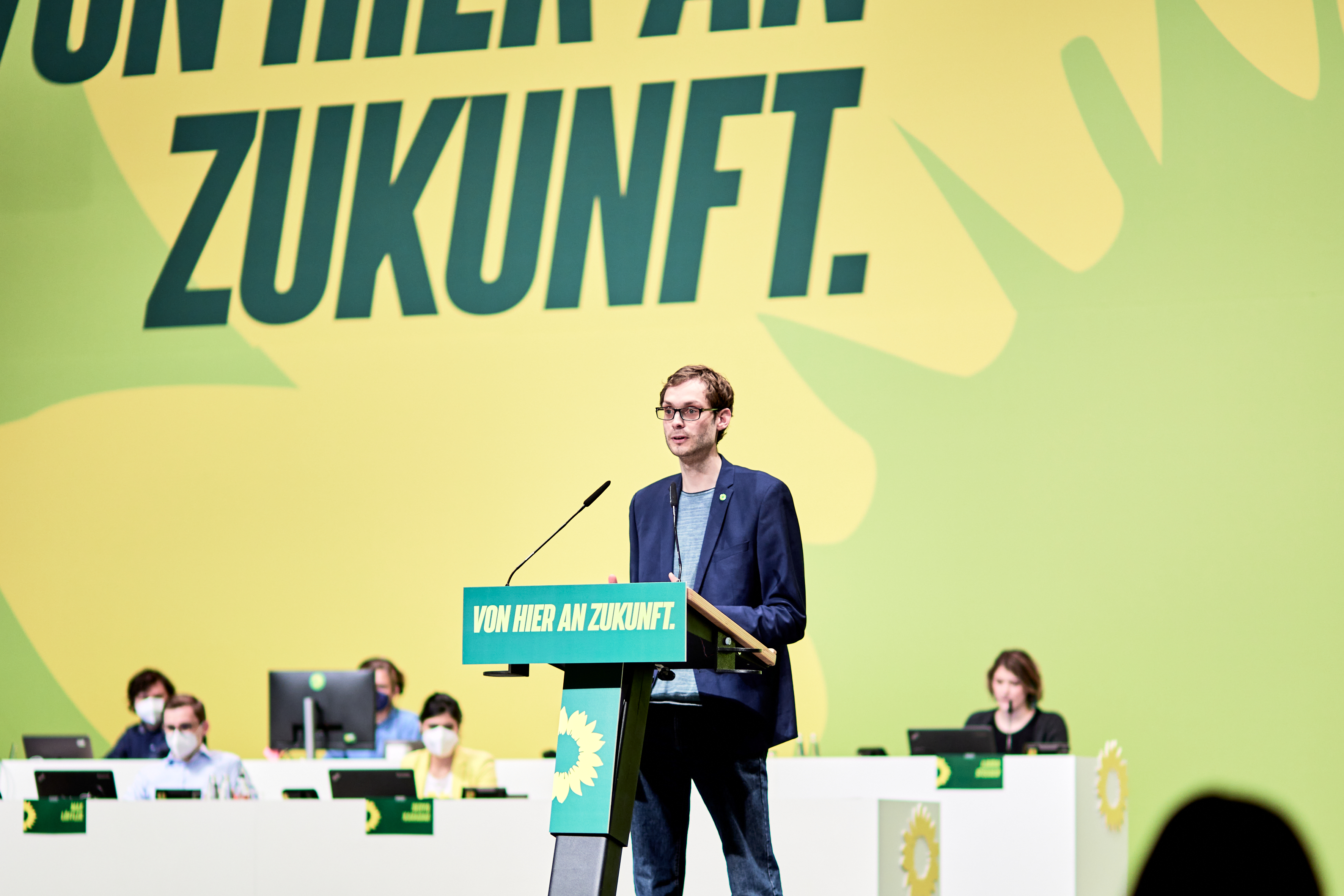
Simon Rock bei der Landesdelegiertenkonferenz der Grünen NRW in Siegen (2021)

Rock ist seit 2004 Mitglied bei Bündnis 90/Die Grünen. Von 2007 bis 2009 war er Sprecher der Grünen Jugend Siegen-Wittgenstein. Von 2008 bis 2013 war er Mitglied im Kreisvorstand Siegen-Wittgenstein von Bündnis 90/Die Grünen. Von 2009 bis 2013 war er Kassierer des Grünen-Ortverbandes Netphen. Zeitgleich war er bis 2014 Stadtverordneter im Stadtrat Netphen. Von 2010 bis 2019 war er Mitglied im Grünen Bezirksvorstand Westfalen, ab 2013 als Schatzmeister.
Rock war von 2012 bis 2018 Mitglied im Landesvorstand von Bündnis 90/Die Grünen Nordrhein-Westfalen. Bei der Landtagswahl in Nordrhein-Westfalen 2012 befand er sich auf Listenplatz 40 seiner Partei und erreichte 6,70 % der Erststimmen im Wahlkreis Siegen-Wittgenstein II, verpasste aber den Einzug in den Landtag. Von 2013 bis 2015 war er Sprecher der Landesarbeitsgemeinschaft Finanzen. Von 2014 bis 2019 war er Mitglied im Kreistag Siegen-Wittgenstein, wobei er ab Anfang 2017 Fraktionsvorsitzender der Grünen war. Für die Bundestagswahl 2017 befand er sich auf Platz 22 der NRW-Landesliste seiner Partei und erreichte 4,30 % der Erststimmen im Wahlkreis Siegen-Wittgenstein, verpasste jedoch den Einzug ins Parlament. Von 2020 bis 2021 war er Sprecher des Kreisverbands Rhein-Kreis Neuss und Fraktionsvorsitzender der Kreistagsfraktion im Rhein-Kreis Neuss. Trotz des Abgebens des Fraktionsvorsitzes ist Rock weiterhin Mitglied im Kreistag Rhein-Kreis Neuss. Dabei ist er Sprecher für Haushalt & Finanzen.
Bei der Landtagswahl in Nordrhein-Westfalen 2022 erreichte er im Wahlkreis Rhein-Kreis Neuss III 17,3 % der Erststimmen und landete damit hinter den Kandidaten der CDU und SPD. Jedoch zog er über Platz 30 der Landesliste seiner Partei in den Landtag ein. Dort ist er Sprecher seiner Fraktion im Haushalts- und Finanzausschuss sowie dem Unterausschuss Personal, zudem ordentliches Mitglied in den Ausschüssen für Haushaltskontrolle sowie für Heimat und Kommunales.

## Mitgliedschaften
Von 2012 bis 2014 war Rock Mitglied der Zweckverbandsversammlung der Sparkasse und stellvertretendes Mitglied des Verwaltungsrats der Sparkasse Siegen.

## Privates
Rock wohnt in Neuss, ist verheiratet und Vater zweier Söhne. Er ist der Sohn der früheren Bundestagsabgeordneten Helga Rock. 